# Маршанка (Самарская область)
Маршанка — посёлок в Красноярском районе Самарской области. Входит в состав сельского поселения Хорошенькое. 

## География
Находится у реки Тростянка на расстоянии примерно 24 километра по прямой на северо-восток от районного центра села Красный Яр.

## Население
Постоянное население составляло 12 человека (русские 33%, казахи 67%) как в 2002 году, 7 в 2010 году.